# Houman Sebghati
Houman David Sebghati, född 3 januari 1977 i Spånga, är en scenkonstnär och utbildare.

## Bakgrund
Houman är en del av första generationen rappare i Sverige som släppte musik på svenska. Som allkonstnär och pedagog har han jobbat som radiopratare, skådespelare och projektledare.   

## Biografi
Houman växte upp i förorten Hässelby gård och i innerstadsstadsdelen Kungsholmen i Stockholm. Tidningen Aftonbladet beskrev 2010 hans livsresa som fylld av kontraster.
I tidiga tonår kom Houman i kontakt med Hiphop tillsammans med klasskamraten Henrik Eye N' I Blomqvist i skolan Franska skolan där de båda studerade.

### 1997-2005
Houman Sebghatis musikkarriär startade i sena tonåren i det kända 165-kollektivet i Hässelby i västra Stockholm tillsammans med rappare som Ken Ring, Big Fred, Magro och även Blues (artist).
Sveriges Radios musikjournalist Mats Nileskär har kallat musiken som 165-kollektivet skapade för ”kultförklarad”. 
Tillsammans med Ken Ring, Big Fred och många andra rappare gästade Houman 1998 artisten Petters låt Riddarna runt runda bordet.
1999 släppte Houman tillsammans med 165-rapparen Magro, indiependant-skivan Tankarnas Gränder. 
2000 drev och programledde Houman närradiokanalen Radio 165 via radiostudion i Rinkeby Folkets Hus.
Under åren 2000-2002 släppte Houman två mixtapes via sin hemsida (Hembränt 1 & 2) och en singel på vinyl (Intoxikerad poesi).
2002 flyttade Houman till Nya Zeeland där han studerade på högskola.

### 2006-2010
Genombrottet skedde 2006 med albumet ”Reptilernas planet”. Dagens Nyheter skrev att ”Houman Sebghati har äntligen släppt sitt första album”. Albumet gästades av bl.a. Daniel Lemma och en återuppstådd Cornelis Vreeswijk. Houman har sagt att syftet till albumsläppet var att ”rentvå sitt namn”.
Kort efter debuten startade Houman sin egen talkshow på radiokanalen SR Metropol. Samtidigt började han studera historia på Stockholms Universitet. I TV4 Nyhetsmorgon fick han 2007 frågan hur han kunde hinna med allt. Svaret blev ”jag vet inte ärligt talat, bara jobba på och försöka sova lite”. 
2009 släpptes mixtapet Hembränt 3 som gästades av bland andra Lilla Namo och Ison & Fille. 
2010 släpptes det andra studioalbumet Alkemisten (musikalbum) och gästades av bland andra Promoe, Mary N'diaye och Dogge Doggelito. Musikjournalisten Ametist Azordegan skrev om albumet i Gaffa (tidskrift) att ”mer genuint än så här kan det knappast bli”. 

### 2011-2018
2011 gjorde Houman sin första turné av många med det eklektiska bandet ”Donné”. Bandet blandade afrobeat, rap, musik från mellanöstern och jazzfunk. 
2012 släpptes en norsk version av Alkemisten. 
2013 släpptes det första fulländade samarbetet, albumet Va skön man e med producenten Mårten Sakwanda från producentkollektivet Breakmecanix. I en intervju med tidningen Kingsize Magazine sa Houman ”att han hade lärt sig att rappa igen”.
Houman tog 2014 sin examen i historia, kommunikation, samhälle, media och lärande. I tidningen Lärarnas tidning beskrevs han som ”Läraren som rappar sig ut i skolan”.
2014 släpptes ”Klassiskt”, ett dubbelt live-album, på Apple Music. En ljudupptagning från Sveriges Radio P4 Sörmland och konsertsamarbetet med kammarorkestern Scenkonst Sörmland Sinfonietta.
2014 släpptes EP:n Gamla fågel / Kärleken knäcker som bland annat handlade om Houmans relation till sin mor.
Det kritikerrosade albumet Gud för en stund i Stockholm kom 2015. Albumet fick många höga recensioner, bland annat 6/6 i tidningen Nöjesguiden. Dessutom släpptes ”Gud för en stund” som en öl på Systembolaget. Resumé (tidning) prisade Houman för hans oberoende PR-arbete.
I en intervju med tidningen Mitt i 2015 berättade Houman att han helst ville föreläsa i framtiden.
2017 fattade kulturnämnden i Region Stockholm (dåvarande Stockholms Läns Landsting) ett politiskt beslut att Houman Sebghati i tre år skulle tillsättas i referensgrupp för bedömning av ansökningar om projekt- och verksamhetsstöd.

### 2019-2022
2019 turnerade och projektledde Houman konserthusturnén, låten och handboken Den vackra flykten som presenterade honom som musiker men också som föreläsare och processledare. Arbetet uppmärksammades i Sveriges Television.
2020 släpptes albumet Skuldsaneringen med hjälp av Statens kulturråd. Albumet gästades av Eric Gadd, Linda Pira, Adam Tensta och Houmans egna band ”Dom Fantastiska Få”. Albumet släpptes även på vinyl via distributionsbolaget Rum Femton. Av Sveriges Radio P1 beskrevs albumet ha ”hög verkshöjd”. Sveriges Televisions musikjournalist Per Sinding-Larsen berättade i programmet SVT PSL att ”Houman gjorde upp med mansrollen”.

### Övrig media
Houman har framträtt i olika medier som bevakar samhällsfrågor. Bland annat i den populära podden Hur kan vi? med journalisten och samtalsaktivisten Navid Modiri. 
2021 rapporterade SVT Nyheter att Houman kritiserade författaren Mustafa Panshiris råd till nyanlända att byta sitt namn för att lättare få jobb. Nyheten kom efter att de båda hade diskuterat sakfrågan i SVT:s programserie "Mötet".
Efter mordet på rapparen Einár 2021 vände sig Houman emot kritikerna av medierna i P4 Stockholm och sa att ”det är fel sak att fokusera på”. 

### Samhällsengagemang
2013 startade Houman tillsammans med en lokal eldsjäl i Stockholmsförorten Tensta, Omar Abdirizak, den långlivade festivalen Gäcda. 
2016 samlade Houman ihop ett gäng ungdomar och projektledde tillsammans med SJ, Svenska Turistföreningen och Svenska kyrkan en expedition för att bestiga berget Kebnekaise. 
2018 åkte Houman på en Sverigeturné för att uppmana förstagångsväljare att rösta. 

### Privatliv
Houman Sebghati har två barn. Han har tillägnat låtarna ”Solen min” och ”Världen är vår” till sina respektive döttrar.

## Diskografi

### Album
| År   | Album                          | Release                             |
| ---- | ------------------------------ | ----------------------------------- |
| 1998 | 165 Demo (med Ken Ring m.fl.)  | CD (mixtape)                        |
| 1999 | Tankarnas Gränder (med Magro)  | CD (mixtape och online streaming)   |
| 2000 | Hembränt                       | CD (mixtape och online streaming)   |
| 2002 | Hembränt 2                     | Online download                     |
| 2005 | Ali Zaoua: The Mixtape         | CD                                  |
| 2007 | Reptilernas planet             | CD och online streaming             |
| 2009 | Hembränt 3                     | CD (mixtape) och online streaming   |
| 2010 | Alkemisten                     | CD och online streaming             |
| 2012 | Alkemisten (norsk utgåva)      | CD                                  |
| 2013 | Va skön man e                  | Online streaming                    |
| 2014 | Gamla fågel / Kärleken knäcker | Online streaming                    |
| 2015 | Klassiskt (Livealbum)          | Online försäljning                  |
| 2015 | Gud för en stund i Stockholm   | CD (promotion) och online streaming |
| 2020 | Skuldsaneringen                | Vinyl och online streaming          |

### Singlar
| År   | Titel                                                                         | Release         |
| ---- | ----------------------------------------------------------------------------- | --------------- |
| 2001 | Intoxikerad poesi (feat Shiny Dayz)                                           | Vinyl och video |
| 2006 | Tempo (feat Gurmo & Swingfly)                                                 | Video           |
| 2007 | Undra om (feat Laila Adèle och Fabolous G)                                    | Video           |
| 2007 | Hagga (feat Maja Gullstrand)                                                  | Video           |
| 2009 | Frihet (feat Getty Domein)                                                    | CD och video    |
| 2010 | Lögner (feat Promoe)                                                          | Video           |
| 2010 | Alkemisten                                                                    | Video           |
| 2011 | Anda (feat Danjah)                                                            | CD och video    |
| 2011 | Anda (Oslo version) (feat Danjah, Don Martin, Joddski, Promoe, Pumba & Lazee) | CD och video    |
| 2012 | Dödens portar (feat Mary N'diaye)                                             | Video           |
| 2013 | Gabby                                                                         | -               |
| 2014 | Gamla fågel                                                                   | Video           |
| 2015 | Låt förgånget va förgånget (feat Loidimo)                                     | Video           |
| 2018 | Klättra upp igen (feat Albin Gromer och Sep)                                  | Video           |
| 2019 | Den vackra flykten (feat Dom Fantastiska Få)                                  | Video           |
| 2020 | Allt för konsten (feat Linda Pira och Finess)                                 | Video           |
| 2020 | Vita Sverige (feat Adam Tensta)                                               | Video           |
| 2020 | Världen är vår                                                                | -               |
| 2020 | Back in the days                                                              | -               |
| 2022 | Hennes fortuna - radio edit                                                   | -               |
| 2022 | Hennes fortuna II (feat Kayo)                                                 | -               |

### Framträdanden
| År   | Artist        | Låt                        | Album                  |
| ---- | ------------- | -------------------------- | ---------------------- |
| 1998 | Petter        | Riddarna runt runda bordet | Mitt sjätte sinne      |
| 1999 | Ken Ring      | Kaos                       | Vägen tillbaka         |
| 1999 | Blues         | ...Norr till söder         | Samhällstjänst         |
| 1999 | Blues         | Allt handlar om micken     | Samhällstjänst         |
| 2000 | Ken Ring      | Stora Ligan                | Mitt hem blir ditt hem |
| 2000 | Ken Ring      | I denna värld              | Mitt hem blir ditt hem |
| 2011 | Stress        | Kan du förstå?             | Playlist               |
| 2013 | Matte Caliste | Ge mig mer                 | Stadsbild Volym 2      |
| 2014 | Johan Alander | Sopsäck Serenad            | Sopsäck Serenad        |